# Centrocercus urophasianus
Centrocercus urophasianus je vrsta kure iz družine poljskih kur (Phasianidae), ki živi na zahodnem delu Severne Amerike.
Je največji predstavnik kur Severne Amerike. Po zgornjem delu imajo temno operjenost s številnimi belimi in sivimi lisami. Rep je dolg in koničast. Ti ptiči so znani predvsem po vpadljivem paritvenem ritualu, ko se samci zbirajo na rastiščih (lekih) in družno dvorijo samicam, ki izbirajo partnerje. Ob tem samci napihujejo par rumenih kožnih gub na prsih.